# Jimmy Knepper
Jimmy Knepper (Los Angeles, 22 novembre 1927 – Triadelphia, 14 giugno 2003) è stato un trombonista statunitense.

## Biografia
Nato a Los Angeles, California, Jimmy Knepper iniziò molto giovane lo studio del trombone.

Negli anni quaranta suonò in orchestre da ballo e combo locali, e ben presto fu ingaggiato da formazioni di rilievo come Dean Benedetti (“Dean Benedetti's Baron of Rhythm”), Freddie Slack (1947), Roy Porter (1948-1949), Charlie Spivak (1950-1951), Charlie Barnet (1951) e Woody Herman.

Negli anni cinquanta cominciò una fruttuosa collaborazione con Charles Mingus. Questa relazione terminò assai tempestosamente nel 1962. Mingus aggredì fisicamente due volte Knepper: la seconda, quando Knepper rifiutò di accollarsi più lavoro per un concerto alla Town Hall di New York, Mingus lo colpì in bocca rompendogli un dente e rovinandogli l'imboccatura (dovettero passare diversi anni perché Knepper recuperasse l'intera estensione del suo strumento). Nel processo che seguì, a Mingus fu comminata una pena con sospensione condizionale..
In seguito lavorò anche con Art Pepper  e Stan Kenton. Negli anni sessanta collaborò ancora con Mingus, Benny Goodman e Gil Evans.

Verso la fine degli anni '60 suonò nella Thad Jones/Mel Lewis Orchestra, mentre negli anni settanta fu membro della big band di Lee Konitz e collaborò con la Mingus Dinasty.

Knepper fu un virtuoso dello strumento, fra i pochi trombonisti a convertirsi senza compromessi al bebop, tecnicamente al pari di J. J. Johnson ma con uno stile decisamente originale, e incise alcuni album da solista di un certo rilievo, come ad esempio “Cunningbird”.
Affetto dalla malattia di Parkinson morì all'età di 75 anni a Triadelphia nel Virginia Occidentale, USA.

## Discografia
(In ordine cronologico di registrazione)
- 1957 - Jazz Workshop Presents: Jimmy Knepper (Debut Records, DL 101)
- 1957 - A Swinging Introduction to Jimmy Knepper (Bethlehem Records, BCP 77) ripubblicato nel 1976 con il titolo di Idol of the Flies
- 1957 - Free Blown Jazz (Carlton Records, LP 12/113) con Tony Scott
- 1958 - The Pepper-Knepper Quintet (Metrojazz Records, E 1004) con Pepper Adams
- 1976 - Cunningbird (SteepleChase Records, SCS 1061)
- 1977 - Jimmy Knepper in L.A. (Inner City Records, IC 6047)
- 1978 - Just Friends (Hep Records, HEP 2003) con Joe Temperley
- 1979 - Tell Me... (Daybreak Records, D 001)
- 1980 - Primrose Path (Hep Records, HEP 2012) con Bobby Wellins
- 1982 - 1st Place (Black-Hawk Records, BKH 51001)
- 1984 - I Dream Too Much (Soul Note Records, SN 1092)
- 1986 - Dream Dancing (Criss Cross Records, 1024)